# Mentzelia mollis
Mentzelia mollis är en brännreveväxtart som beskrevs av M. E. Peck. Mentzelia mollis ingår i släktet Mentzelia och familjen brännreveväxter. Inga underarter finns listade i Catalogue of Life.